# Ewa Winnicka

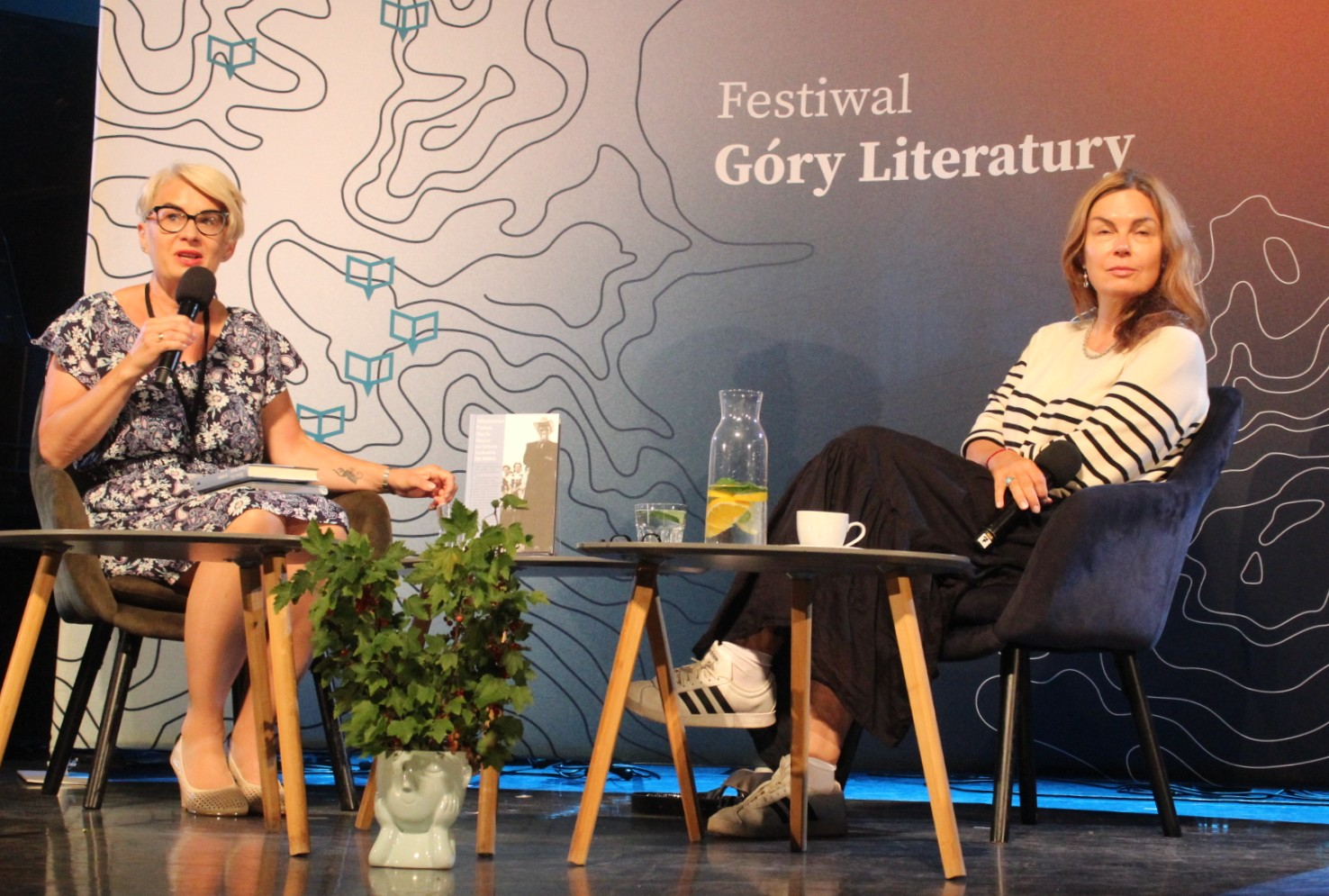
Małgorzata Kolankowska i Ewa Winnicka

Ewa Maria Winnicka-Łazarewicz (ur. 23 października 1971 w Sosnowcu)  – polska dziennikarka, reporterka, do 2014 roku związana z tygodnikiem „Polityka”. 

## Życiorys
Urodziła się 23 października 1971 roku w Sosnowcu. Studiowała dziennikarstwo i amerykanistykę, ale zanim ją skończyła – trafiła do działu reportażu „Gazety Wyborczej”. W latach 1999–2014 pracowała w „Polityce”. Zajmowała się sprawami społecznymi, zwłaszcza polityką wobec dysfunkcyjnych rodzin i ochroną dzieci. Pisała także reportaże zagraniczne, m.in. o ataku na WTC, o palestyńskiej Intifadzie i gwałtownym kryzysie w londyńskim City.
Trzykrotna laureatka nagrody Grand Press: w 2005, 2008 i w 2018 roku. Jej książka reporterska pt. Londyńczycy, wydana w 2011 przez Wydawnictwo Czarne, została finalistką Nagrody Literackiej dla Autorki Gryfia. Za reportaż Angole (2014) została nominowana do Nagrody Literackiej „Nike” 2015 oraz otrzymała Nagrodę Literacką dla Autorki Gryfia 2015. Wspólnie z Cezarym Łazarewiczem wydała książkę 1968. Czasy nadchodzą nowe (Agora, Warszawa 2018). Za książkę Był sobie chłopczyk nominowana do Górnośląskiej Nagrody Literackiej „Juliusz” 2018.
Jest żoną Cezarego Łazarewicza, z którym wspólnie napisała książki 1968. Czasy nadchodzą nowe i Zapraszamy do Trójki.

## Twórczość
- Miasteczko Panna Maria. Ślązacy na Dzikim Zachodzie (wyd. Czarne, 2024)
- Jak się starzeć bez godności (wyd. Agora, 2022) – wspólnie z Magdaleną Grzebałkowską
- Greenpoint. Kroniki Małej Polski (wyd. Czarne, 2021)
- Władcy strachu. Przemoc w sierocińcach i przełamywanie zmowy milczenia (wyd. Znak, 2020) – wspólnie z Dionisiosem Sturisem
- Głosy. Co się zdarzyło na wyspie Jersey (wyd. Czarne, 2019) – wspólnie z Dionisiosem Sturisem
- 1968. Czasy nadchodzą nowe (wyd. Agora, 2018) – wspólnie z Cezarym Łazarewiczem
- Milionerka. Zagadka Barbary Piaseckiej-Johnson (wyd. Znak, 2017)
- Był sobie chłopczyk (wyd. Czarne, 2017)
- Obywatel Stuhr (wyd. Znak, 2014) – wspólnie z Jerzym Stuhrem i Maciejem Stuhrem
- Angole (wyd. Czarne, 2014)
- Nowy Jork zbuntowany. Miasto w czasach prohibicji, jazzu i gangsterów (wyd. PWN, 2013); wydanie drugie jako Zbuntowany Nowy Jork. Wolność w czasach prohibicji (wyd. Znak, 2019)
- Zapraszamy do Trójki (wyd. Agora, 2012) – wspólnie z Cezarym Łazarewiczem
- Londyńczycy (wyd. Czarne, 2011); wydanie drugie (koedycja wyd. Czarne – Agora, 2012) – wspólnie z Chrisem Niedenthalem

Inne:
- Sny Moniki Tkaczyk – wspólnie z Kamilą Sypniewską, reportaż w zbiorze Odwaga jest kobietą  (wyd. PWN, 2014)